# Prionospio lobulata
Prionospio lobulata är en ringmaskart som beskrevs av Fauchald 1972. Prionospio lobulata ingår i släktet Prionospio och familjen Spionidae. Inga underarter finns listade i Catalogue of Life.